# Colecistectomia
L'intervento di colecistectomia consiste nell'asportazione chirurgica della colecisti (o cistifellea). Può essere effettuata a cielo aperto o per via video-laparoscopica. Nel primo caso si procede con un'incisione subcostale e l'apertura dell'addome, nel secondo si introducono strumenti chirurgici attraverso fori praticati nella parete addominale. Circa il 10% degli interventi porta alla sindrome post-colecistectomia (PCS), che si verifica con carattere cronico o transitorio.

## Indicazioni

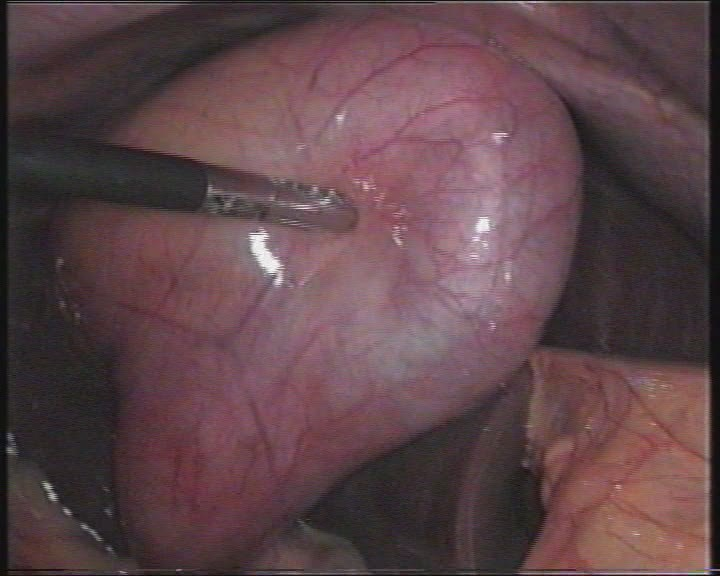
Colecisti idropica in colelitiasi. Immagine intraoperatoria durante un intervento di video-laparo-colecistectomia.

La principale indicazione all'intervento di colecistectomia è la colelitiasi sintomatica, ovvero la formazione di calcoli all'interno della colecisti associata a sintomi o complicanze. Non è possibile rimuovere solo i calcoli lasciando la colecisti in sede perché i calcoli si riformerebbero. Talora alla calcolosi della colecisti si associa una calcolosi della via biliare; in questi casi è necessario procedere, oltre che all'asportazione della colecisti, anche alla bonifica della via biliare.
L'infiammazione acuta della colecisti (colecistite acuta, colecistite flemmonosa, colecistite gangrenosa), l'idrope della colecisti (cioè l'abnorme dilatazione della colecisti) e la colecistite acuta alitiasica ( l'infiammazione della colecisti in assenza di colelitiasi), la pancreatite litiasica, polipi della colecisti > 1 cm e la discinesia biliare sono altre indicazioni all'intervento. Infine vanno ricordati i tumori maligni (ma anche i benigni) della colecisti, in genere molto estesi e difficili da trattare perché molto spesso infiltrano il fegato e danno precoci metastasi linfonodali e a distanza. Può essere effettuata anche in corso di intervento laparotomico o laparoscopico effettuato per altre problematiche.

### Colecistectomia profilattica
Nella maggior parte dei pazienti affetti da colelitiasi asintomatica (10-20% della popolazione), la colecistectomia non è indicata in quanto il rischio di sviluppare sintomi nel corso della vita è inferiore al 20%. Tale intervento può tuttavia essere giustificato in casi particolari. Nei pazienti affetti da anemia falciforme lo sviluppo di trombosi dei vasi epatici può imitare una colecistite acuta, in coloro che sono sottoposti a terapia immunosoppressiva in seguito a trapianto, l'immunosoppressione cronica può mascherare i segni e i sintomi di una colecistite ritardando l'intervento. La colecistectomia profilattica è infine indicata nei pazienti che richiedono una nutrizione parenterale totale a lungo termine.

## Intervento chirurgico

### Quando operare

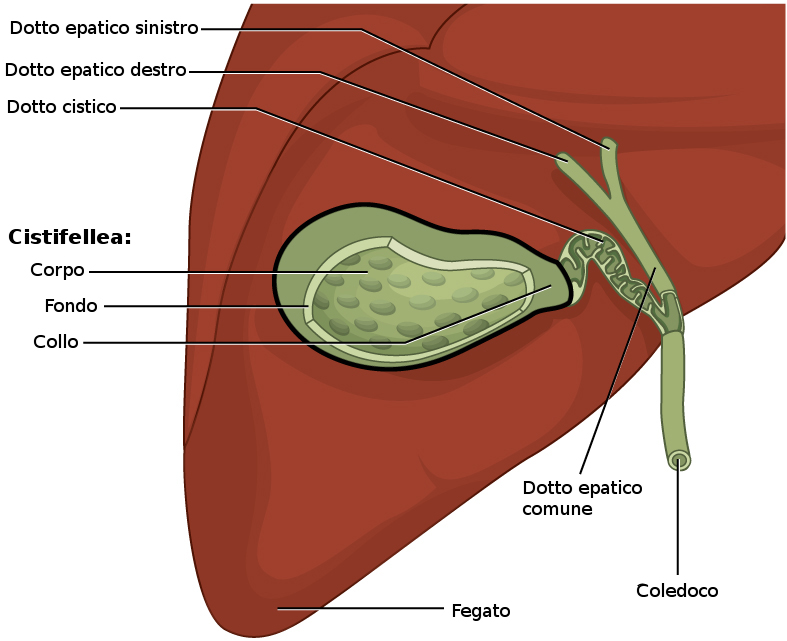
Posizione anatomica della cistifellea

La colelitiasi talvolta è asintomatica e viene rivelata nel corso di indagini radiologiche o ecografiche effettuate per altri motivi. In questi casi molti chirurghi sono dell'opinione che l'intervento di colecistectomia non sia indicato e, specie se si tratta di calcoli puri di colesterolo (calcolosi colesterolica) e di piccole dimensioni, si possa tentare una terapia con farmaci che sciolgono i calcoli (a base di sali biliari).
Quando sono presenti sintomi tipici (dolore tipo colico nella regione destra dell'addome, inappetenza, nausea, vomito) è indicato l'intervento chirurgico. In caso di colecistite l'intervento dovrebbe assumere carattere di urgenza ed essere effettuato entro 24-48 ore dall'episodio acuto, più raramente di emergenza, specie se la colecisti subisce un processo di ascessualizzazione o di gangrenosi. Questo riduce il rischio di sviluppare complicanze e il tempo di degenza ospedaliera.
Quando alla calcolosi della colecisti si associa quella della via biliare è indicata la bonifica preoperatoria della via biliare mediante ERCP (Endoscopic Retrograde Colangiopancreatography). L'intervento è indicato anche nella neoplasia della colecisti, quando questa non sia eccessivamente estesa e sussista la possibilità di asportazione del tumore in toto o di riduzione consistente della massa tumorale.

### Come operare

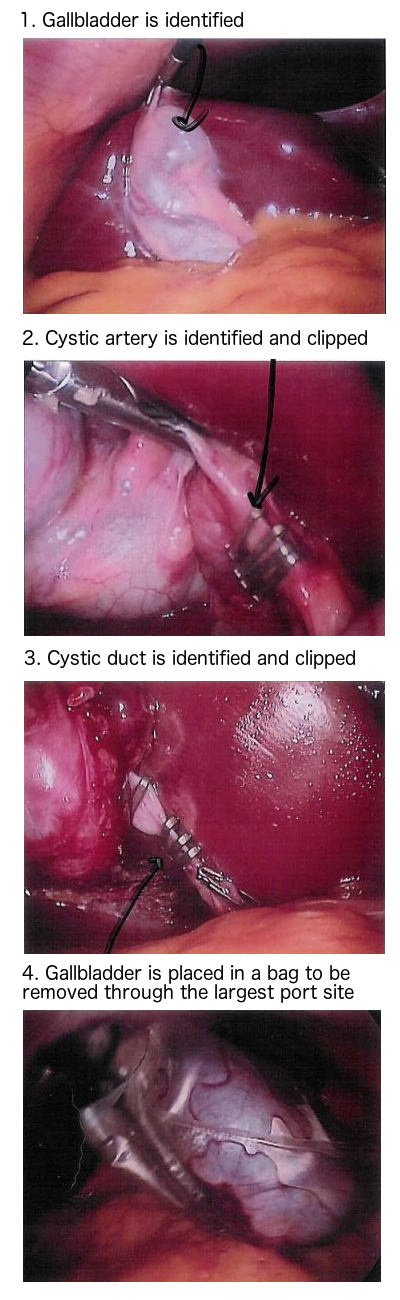
Colecistectomia laparoscopica vista attraverso il laparoscopio.

La colecistectomia consiste nella asportazione della cistifellea mediante intervento chirurgico in anestesia generale. Fino alla fine degli anni ottanta tale intervento poteva essere eseguito solamente tramite incisione della parete addominale (laparotomia), di lunghezza variabile, che permettesse al chirurgo di lavorare con le mani all'interno della cavità addominale.
Dagli anni novanta, grazie all'introduzione della video-laparo-chirurgia, è diventata pratica comune l'esecuzione dello stesso intervento mediante un accesso mini-invasivo alla cavità addominale. Quindi, anziché attraverso un taglio lungo, si accede all'addome tramite quattro piccole incisioni di lunghezza variabile tra 5 e 12 mm. La colecistectomia per via video-laparoscopica prevede comunque le stesse procedure della colecistectomia tradizionale, anche se eseguite attraverso una diversa via di accesso.
La colecistectomia video-laparoscopica rappresenta oggi il gold standard per il trattamento della colecistite acuta e della colelitiasi sintomatica. I vantaggi rispetto alla colecistectomia tradizionale (a cielo aperto), a parità di efficacia, consistono in un minor dolore post-operatorio, cicatrici più piccole, una minor incidenza di ernie ed aderenze, minori tempi di degenza ospedaliera (massimo 2-3 giorni in assenza di complicanze) e di ripresa delle attività quotidiane e costi complessivi inferiori. D'altra parte l'approccio laparoscopico comporta una maggiore probabilità di lesioni iatrogene dei dotti biliari rispetto a quello laparotomico.
La colecistectomia a cielo aperto mantiene ancora indicazioni particolari, per esempio in caso di grave peritonite o di estesa neoplasia della colecisti. Qualora insorgano difficoltà tecniche o condizioni di scarsa sicurezza per il paziente, si può passare dall'intervento laparoscopico a quello tradizionale mediante conversione.

## Tecnica chirurgica

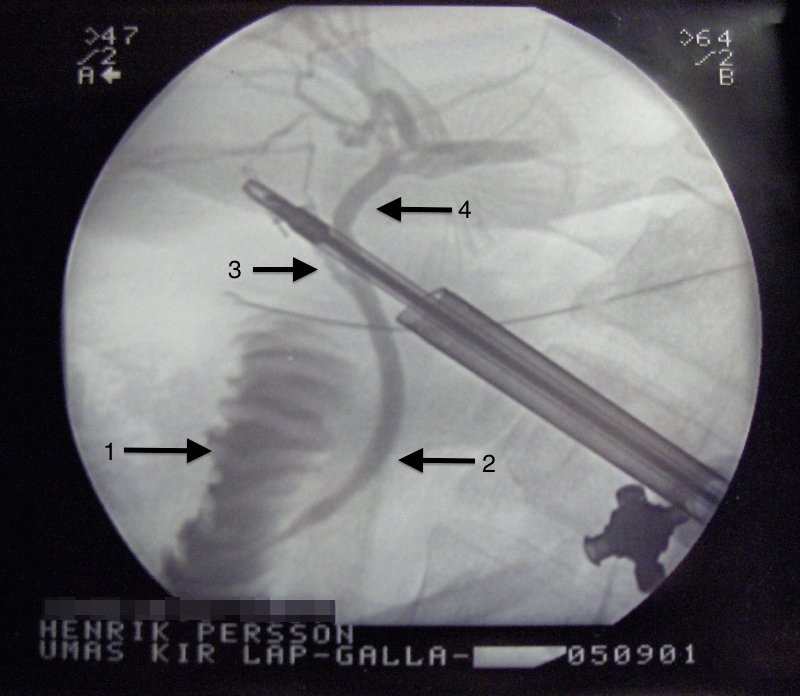
Colangiografia intraoperatoria. 1. duodeno; 2. coledoco; 3. dotto cistico; 4. dotto epatico comune.

### Colecistectomia laparoscopica
Prima di iniziare l'intervento il chirurgo deve verificare di avere a disposizione tutta l'attrezzatura necessaria per lo svolgimento dell'operazione, per l'eventuale conversione in colecistectomia laparotomica e per l'eventuale esecuzione di una colangiografia. 
Il paziente viene posto in posizione supina con entrambe le braccia abdotte oppure con il braccio sinistro lungo il fianco e il destro abdotto ed appoggiato al tavolo operatorio che deve poter permettere una fluoroscopia; viene poi opportunatamente fissato con le cinghie. Alle sue spalle vengono posizionati due video monitor angolati controlateralmente. In seguito all'induzione di anestesia generale, viene posizionato un tubo orogastrico ed effettuata la decompressione gastrica. Si introduce un ago di Veress nella cavità addominale o si effettua la tecnica di Hasson quindi si insuffla CO2 a pressioni controllate (12-15 mmHg), distendendola e inducendo uno pneumoperitoneo, essenziale per la visualizzazione e il movimento degli strumenti chirurgici.

### Colecistectomia laparotomica
I tempi operatori della colecistectomia tradizionale e della video-laparo-colecistectomia sono gli stessi, ma varia l'approccio: nel primo caso risulta essere la laparotomia mediana xifo-ombelicale o sottocostale destra, nel secondo l'introduzione dei trocar per consentire l'uso degli strumenti idonei.
Il primo tempo dell'intervento consiste nell'isolamento degli elementi del triangolo di Calot (dotto cistico, arteria cistica); in particolare si isola per primo (generalmente) il dotto cistico per eseguire la colangiografia intraoperatoria, che ha lo scopo di visualizzare la via biliare per vedere se sono presenti calcoli anche in questa sede. Successivamente vengono sezionati il dotto cistico e l'arteria cistica tramite lacci o clip in titanio. Si procede quindi allo scollamento della colecisti dal letto epatico, scollamento che può avvenire partendo dal fondo della colecisti (colecistectomia anterograda) o partendo dall'infundibolo (colecistectomia retrograda). L'intervento viene completato con l'emostasi accurata del letto epatico, con il lavaggio della loggia sottoepatica e con il posizionamento di un drenaggio. Quest'ultimo può non essere utilizzato, specie se l'intervento è stato pulito.

## Complicanze
L'operazione è particolarmente comune e diffusa (per esempio, sono circa centomila gli interventi all'anno in Italia) ma può presentare complicanze. L'esperienza del chirurgo operatore, la qualità dell'attrezzatura e infine il quadro clinico generale sono, nell'ordine, i paramenti determinanti per diminuire il rischio di complicanze, che aumenta anche sensibilmente in caso di poca esperienza dell'operatore, di utilizzo d'attrezzatura non allo stato dell'arte o di quadro clinico a rischio.
La mortalità operatoria della colecistectomia è piuttosto bassa, circa 0,1-0,05%, e dipende dal tipo di patologia per la quale è stata eseguita (più elevata in caso di lesione tumorale). La morbilità, ossia le complicanze non letali, non è trascurabile: tra l'1 e il 12%, nei casi di operazione in video-laparo-colecistectomia. Si tratta di una percentuale definita "rilevante tenendo conto della benignità di base della patologia".
Uno studio dell'università di Pavia pubblicato nel 2012 ha analizzato 1047 casi di colecistectomia effettuata in video-laparoscopia tra il 1993 e il 2010. Sono state rilevate complicanze in 48 casi: il 4,56% dei casi. In 15 casi (l'1,42%) vi è stato un passaggio durante l'intervento dalla tecnica laparoscopica alla tecnica standard (detta open, ovvero tramite l'apertura dell'addome per una maggiore facilità di intervento).
Comuni a entrambe le tecniche sono il sanguinamento, la lesione della via biliare, la pancreatite acuta, l'infezione della ferita chirurgica, il laparocele. Specifiche della tecnica video-laparoscopica sono la perforazione di un viscere cavo durante l'esecuzione dello pneumoperitoneo con ago di Verres o l'introduzione di un trocar, l'embolia polmonare gassosa, il sanguinamento tardivo conseguente al cessare dell'azione emostatica del pneumoperitoneo, il laparocele ombelicale.

## Il decorso postoperatorio
Il decorso postoperatorio in caso di esito favorevole è relativamente breve. La video-laparo-colecistectomia può essere eseguita in One Day Surgery (dimissione del paziente dall'ospedale il giorno dopo l'intervento, o al massimo entro tre giorni), mentre la colecistectomia a cielo aperto richiede alcuni giorni in più di degenza ospedaliera. La ripresa è generalmente rapida, da 1 a 2 settimane; l'alimentazione può divenire regolare dopo circa sette giorni dall'intervento; il ritorno alla normale attività quotidiana e lavorativa può avvenire dopo 1-2 settimane.

## Effetti collaterali a breve e lungo termine
Una percentuale di pazienti variabile dal 5 al 40% sviluppa una condizione chiamata Sindrome post-colecistectomia (PCS), a carattere cronico o transitorio e con diversi livelli di gravità e presenza di sintomi quali disturbi intestinali, nausea, flatulenza e/o diarrea cronica o passeggera. Tale sindrome, la cui eziologia non è del tutto nota, può perdurare per alcune settimane, per anni, o a vita.
Alcuni di questi effetti collaterali, in particolare quelli che coinvolgono il fegato, possono costituire disabilità permanente.. La terapia per migliorare questi effetti collaterali è assumere acido ursodesossicolico "DEURSIL" che aiuta l'intestino ad assorbire gli acidi biliari, migliorando così lo stile di vita.